# Quaziptus chapini
Quaziptus chapini är en insektsart som beskrevs av Kramer 1965. Quaziptus chapini ingår i släktet Quaziptus och familjen dvärgstritar. Inga underarter finns listade i Catalogue of Life.